# أدولف ويلهلم
أدولف ويلهلم (بالألمانية: Adolf Wilhelm) هو عالم نقائش ‏ نمساوي، ولد في 10 سبتمبر 1864 في ديتشين في التشيك، وتوفي في 10 ديسمبر 1950 في فيينا في النمسا.